# Danh sách cầu thủ tham dự Cúp bóng đá châu Á 1988
Đây là các đội hình tham dự Cúp bóng đá châu Á 1988 tổ chức ở Qatar.

## Bảng A

### Iran
Huấn luyện viên: Parviz Dehdari
| Số | Vt | Cầu thủ                    | Ngày sinh (tuổi)            | Số trận | Câu lạc bộ      |
| -- | -- | -------------------------- | --------------------------- | ------- | --------------- |
| 1  | TM | Ahmadreza Abedzadeh        | 25 tháng 5, 1966 (22 tuổi)  |         | Jandarmeri      |
| 2  | HV | Javad Zarincheh            | 23 tháng 7, 1966 (22 tuổi)  |         | Esteghlal       |
| 4  | HV | Nader Mohammadkhani        | 23 tháng 8, 1963 (25 tuổi)  |         | Gostaresh F.C.  |
| 5  | HV | Morteza Fonounizadeh       | 30 tháng 11, 1960 (28 tuổi) |         | Persepolis      |
| 6  | TV | Mehdi Fonounizadeh         | 19 tháng 5, 1962 (26 tuổi)  |         | Daraei          |
| 7  | TV | Majeed Namjoo Motlagh      | 13 tháng 5, 1967 (21 tuổi)  |         | Esteghlal       |
| 8  | TV | Sirous Ghayeghran          | 22 tháng 9, 1962 (26 tuổi)  |         | Malavan         |
| 9  | TĐ | Samad Marfavi              | 18 tháng 5, 1965 (23 tuổi)  |         | Daraei          |
| 10 | TĐ | Karim Bavi                 | 30 tháng 12, 1964 (23 tuổi) |         | Persepolis      |
| 11 | TV | Morteza Kermani Moghaddam  | 11 tháng 7, 1965 (23 tuổi)  |         | Persepolis      |
| 13 | HV | Mojtaba Moharrami          | 16 tháng 4, 1962 (26 tuổi)  |         | Persepolis      |
| 14 | TV | Mohammad Hassan Ansarifard | 24 tháng 9, 1961 (27 tuổi)  |         | Persepolis      |
| 17 | TĐ | Mohammad Taghavi           | 20 tháng 3, 1967 (21 tuổi)  |         | Homa            |
| 18 | HV | Siamak Rahimpour           |                             |         | Shahin F.C.     |
| 19 | TĐ | Farshad Peyous             | 12 tháng 1, 1962 (26 tuổi)  |         | Al-Ahly         |
| 20 | TV | Seyed Ali Eftekhari        | 29 tháng 7, 1964 (24 tuổi)  |         | Esteghlal Rasht |
| 21 | TV | Zia Arabshahi              | 6 tháng 6, 1958 (30 tuổi)   |         | Persepolis      |
| 22 | TM | Ahmad Sajjadi              | 12 tháng 1, 1960 (28 tuổi)  |         | Homa            |

### Nhật Bản
Huấn luyện viên:  Yoshitada Yamaguchi

| Số | VT | Cầu thủ             | Ngày sinh (tuổi)            | Trận | Bàn | Câu lạc bộ                    |
| -- | -- | ------------------- | --------------------------- | ---- | --- | ----------------------------- |
| 1  | TM | Hisashi Tsuchida    | 1 tháng 2, 1967 (21 tuổi)   | 0    | 0   | Osaka University of Economics |
|    | HV | Nobuhiro Ueno       | 26 tháng 8, 1965 (23 tuổi)  | 0    | 0   | Waseda University             |
| 3  | HV | Takumi Horiike      | 6 tháng 9, 1965 (23 tuổi)   | 58   | 2   | Yomiuri FC                    |
| 4  | HV | Yoshinori Taguchi   | 14 tháng 9, 1965 (23 tuổi)  | 0    | 0   | University of Tsukuba         |
| 5  | HV | Yuji Sakakura       | 7 tháng 6, 1967 (21 tuổi)   | 6    | 0   | Juntendo University           |
| 6  | HV | Takeshi Motoyoshi   | 26 tháng 7, 1967 (21 tuổi)  | 0    | 0   | Chuo University               |
| 7  | HV | Masami Ihara        | 18 tháng 9, 1967 (21 tuổi)  | 122  | 5   | University of Tsukuba         |
| 8  | HV | Naoto Otake         | 18 tháng 10, 1968 (20 tuổi) | 1    | 0   | Juntendo University           |
| 9  | TV | Hisanori Shirasawa  | 13 tháng 12, 1964 (23 tuổi) | 3    | 0   | Yanmar Diesel                 |
| 10 | TV | Katsumi Oenoki      | 3 tháng 4, 1965 (23 tuổi)   | 5    | 0   | Yamaha                        |
| 11 | TV | Shunichi Ikenoue    | 16 tháng 2, 1967 (21 tuổi)  | 0    | 0   | Osaka University of Commerce  |
| 12 | TV | Masashi Nakayama    | 23 tháng 9, 1967 (21 tuổi)  | 53   | 21  | University of Tsukuba         |
| 13 | TV | Hisashi Kurosaki    | 8 tháng 5, 1968 (20 tuổi)   | 24   | 4   | Honda                         |
| 14 | TV | Satoru Noda         | 8 tháng 6, 1969 (19 tuổi)   | 0    | 0   | Kokushikan University         |
| 15 | TĐ | Yusuke Minoguchi    | 23 tháng 8, 1965 (23 tuổi)  | 0    | 0   | Furukawa Electric             |
| 16 | TĐ | Osamu Maeda         | 5 tháng 9, 1965 (23 tuổi)   | 14   | 6   | ANA SC                        |
|    | TĐ | Masahiro Sukigara   | 2 tháng 4, 1966 (22 tuổi)   | 0    | 0   | University of Tsukuba         |
| 18 | TĐ | Yoshiyuki Matsuyama | 31 tháng 7, 1966 (22 tuổi)  | 9    | 4   | Waseda University             |
| 19 | TM | Masanori Sanada     | 6 tháng 3, 1968 (20 tuổi)   | 0    | 0   | Juntendo University           |
| 20 | TĐ | Takuya Takagi       | 12 tháng 11, 1967 (21 tuổi) | 44   | 27  | Osaka University of Commerce  |

- Caps & Goals listed are recognized career totals while all other stats are listed as they were on ngày 2 tháng 12 năm 1988 the tournament's opening day.

### Hàn Quốc
Huấn luyện viên:  Lee Hoi-Taek
| Số | Vt | Cầu thủ         | Ngày sinh (tuổi)           | Số trận | Câu lạc bộ             |
| -- | -- | --------------- | -------------------------- | ------- | ---------------------- |
| 1  | TM | Cho Byung-Deuk  | 26 tháng 5, 1958 (30 tuổi) | 34      | POSCO Atoms            |
| 2  | HV | Park Kyung-Hoon | 19 tháng 1, 1961 (27 tuổi) | 55      | POSCO Atoms            |
| 3  | TV | Choi Kang-Hee   | 12 tháng 4, 1959 (29 tuổi) | 1       | Hyundai Horangi        |
| 4  | HV | Cho Min-Kook    | 5 tháng 7, 1963 (25 tuổi)  | 26      | Lucky-Goldstar Hwangso |
| 5  | HV | Chung Yong-Hwan | 10 tháng 2, 1960 (28 tuổi) | 34      | Daewoo Royals          |
| 6  | TV | Lee Tae-Ho      | 29 tháng 1, 1961 (27 tuổi) | 60      | Daewoo Royals          |
| 7  | TV | Noh Soo-Jin     | 10 tháng 2, 1962 (26 tuổi) | 16      | Yukong Elephants       |
| 8  | TV | Chung Hae-Won   | 1 tháng 7, 1959 (29 tuổi)  | 44      | Daewoo Royals          |
| 9  | TV | Hwangbo Kwan    | 1 tháng 3, 1965 (23 tuổi)  | 0       | Yukong Elephants       |
| 10 | TĐ | Ham Hyun-Gi     | 26 tháng 4, 1963 (25 tuổi) | 1       | Hyundai Horangi        |
| 11 | TĐ | Byun Byung-Joo  | 26 tháng 4, 1961 (27 tuổi) | 52      | Daewoo Royals          |
| 12 | TĐ | Kim Bong-Gil    | 15 tháng 3, 1966 (22 tuổi) | 0       | Yonsei University      |
| 13 | HV | Cho Yoon-Hwan   | 24 tháng 5, 1961 (27 tuổi) | 1       | Yukong Elephants       |
| 14 | TĐ | Hwang Sun-Hong  | 14 tháng 7, 1968 (20 tuổi) | 0       | Konkuk University      |
| 15 | HV | Son Hyung-Sun   | 22 tháng 2, 1964 (24 tuổi) | 0       | Daewoo Royals          |
| 16 | TĐ | Kim Joo-Sung    | 17 tháng 1, 1966 (22 tuổi) | 25      | Daewoo Royals          |
| 17 | HV | Gu Sang-Bum     | 15 tháng 6, 1964 (24 tuổi) | 4       | Lucky-Goldstar Hwangso |
| 18 | HV | Kang Tae-Sik    | 15 tháng 3, 1963 (25 tuổi) | 1       | POSCO Atoms            |
| 19 | TV | Yeo Bum-Kyu     | 24 tháng 6, 1962 (26 tuổi) | 7       | Daewoo Royals          |
| 20 | TM | Kim Bong-Soo    | 5 tháng 12, 1970 (17 tuổi) | 0       | Korea University       |

### Qatar
Huấn luyện viên:  Procópio Cardoso

| Số | VT | Cầu thủ                 | Ngày sinh (tuổi)            | Trận | Bàn | Câu lạc bộ |
| -- | -- | ----------------------- | --------------------------- | ---- | --- | ---------- |
| 1  | TM | Younes Ahmed            | 17 tháng 7, 1963 (25 tuổi)  |      |     | Al Rayyan  |
| 2  | HV | Mohammed Al-Sowaidi     | 25 tháng 6, 1962 (26 tuổi)  |      |     | Al Rayyan  |
| 4  | HV | Yousef Al-Adsani        | 12 tháng 10, 1965 (23 tuổi) |      |     | Al Sadd    |
| 5  | HV | Adel Malallah           | 15 tháng 9, 1961 (27 tuổi)  |      |     | Al Ahli    |
| 6  | HV | Sabaa'n Sallam Mubarak  |                             |      |     |            |
| 7  | TV | Adel Khamis             | 11 tháng 11, 1965 (23 tuổi) |      |     | Al Gharafa |
| 8  | TV | Mohammed Al Ammari      | 10 tháng 12, 1965 (22 tuổi) |      |     | Al Sadd    |
| 10 | TV | Mubarak Salem Al-Khater | 25 tháng 5, 1966 (22 tuổi)  |      |     | Al Rayyan  |
| 12 | TĐ | Mahmoud Soufi           |                             |      |     | Al Gharafa |
| 13 | TV | Adel Abu Karbal         |                             |      |     | Qatar SC   |
| 15 | TĐ | Mansoor Muftah          | 1 tháng 1, 1955 (33 tuổi)   |      |     | Al Rayyan  |
| 16 | TĐ | Khalid Salman           | 5 tháng 4, 1963 (25 tuổi)   |      |     | Al Sadd    |
| 18 | TV | Yousef Khalaf           |                             |      |     |            |
| 19 | HV | Issa Al-Mohammadi       | 19 tháng 12, 1963 (24 tuổi) |      |     |            |

### Các Tiểu Vương quốc Ả Rập Thống nhất
Huấn luyện viên:  Mario Zagallo

| Số | VT | Cầu thủ             | Ngày sinh (tuổi)            | Trận | Bàn | Câu lạc bộ      |
| -- | -- | ------------------- | --------------------------- | ---- | --- | --------------- |
| 17 | TM | Muhsin Musabah      | 1 tháng 10, 1964 (24 tuổi)  |      |     | Al Sharjah SC   |
| 4  | HV | Mubarak Ghanim      | 3 tháng 9, 1963 (25 tuổi)   |      |     | Al Khaleej Club |
| 2  | HV | Khalil Ghanim       | 12 tháng 11, 1964 (24 tuổi) |      |     | Al Khaleej Club |
| 15 | HV | Ibrahim Meer        | 16 tháng 7, 1967 (21 tuổi)  |      |     | Al Sharjah SC   |
| 20 | TV | Mohammed Obaid      | 1 tháng 8, 1967 (21 tuổi)   |      |     | Al Ain FC       |
| 5  | TV | Abdullah Ali Sultan | 1 tháng 10, 1963 (25 tuổi)  |      |     | Al Khaleej Club |
| 6  | HV | Abdulrahman Mohamed | 1 tháng 10, 1963 (25 tuổi)  |      |     | Al-Nasr SC      |
| 13 | TV | Hassan Mohamed      | 23 tháng 9, 1962 (26 tuổi)  |      |     | Al Wasl FC      |
| 12 | TV | Hussain Ghuloum     | 24 tháng 9, 1969 (19 tuổi)  |      |     | Al Sharjah SC   |
| 7  | TĐ | Fahad Khamees       | 24 tháng 1, 1962 (26 tuổi)  |      |     | Al Wasl FC      |
| 10 | TV | Adnan Al-Talyani    | 30 tháng 10, 1964 (24 tuổi) |      |     | Al-Shaab CSC    |
| 19 | HV | Eissa Meer          | 16 tháng 7, 1967 (21 tuổi)  |      |     | Al Sharjah SC   |
| 16 | HV | Mohamed Salim       | 13 tháng 1, 1968 (20 tuổi)  |      |     | Al Ahli Club    |
| 8  | TV | Khalid Ismaïl       | 8 tháng 1, 1965 (23 tuổi)   |      |     | Al-Nasr SC      |
| 3  | TV | Ali Thani Jumaa     | 18 tháng 9, 1968 (20 tuổi)  |      |     | Al Sharjah SC   |
| 11 | TĐ | Zuhair Bakhit       | 13 tháng 8, 1967 (21 tuổi)  |      |     | Al Wasl FC      |
|    | TĐ | Abdulaziz Mohamed   | 12 tháng 12, 1965 (22 tuổi) |      |     | Sharjah SC      |

## Bảng B

### Bahrain
Huấn luyện viên: Mohammed Al Arabi
| Số | Vt | Cầu thủ                | Ngày sinh (tuổi)           | Số trận | Câu lạc bộ     |
| -- | -- | ---------------------- | -------------------------- | ------- | -------------- |
| 1  | TM | Humood Sultan          | 1 tháng 1, 1956 (32 tuổi)  |         | Al-Muharraq SC |
| 2  | HV | Abdul Razzaq Abbas     |                            |         |                |
| 4  | TV | Hamad Al-Jazaf         |                            |         |                |
| 5  | HV | Adnan Ali Daif         |                            |         | Al-Muharraq SC |
| 6  | HV | Juma Hilal Faraj       |                            |         |                |
| 7  | TV | Nasser Jassim Mohammed |                            |         |                |
| 9  | TĐ | Ebrahim Essa Ahmed     |                            |         |                |
| 10 | TĐ | Abdul Aziz Froutan     |                            |         |                |
| 11 | TĐ | Shaker Salman          |                            |         |                |
| 14 | TV | Ali Hassan Yousif      |                            |         |                |
| 15 | HV | Khamis Eid Rafe Thani  | 11 tháng 6, 1967 (21 tuổi) |         |                |
| 16 | HV | Hassan Khalfan         |                            |         |                |
| 17 | TV | Fayad Mahmoud Hissain  |                            |         |                |
| 19 | TV | Najaf Mohammed         |                            |         |                |
| 20 | TV | Ali Mohammad Al-Ansari |                            |         |                |
| 21 | TM | Abdulrahman Hassan     |                            |         |                |

### Trung Quốc
Huấn luyện viên: Gao Fengwen
| Số | Vt | Cầu thủ       | Ngày sinh (tuổi)            | Số trận | Câu lạc bộ   |
| -- | -- | ------------- | --------------------------- | ------- | ------------ |
| 1  | TM | Kong Guoxian  | 6 tháng 9, 1965 (23 tuổi)   |         | Guangzhou    |
| 2  | HV | Zhu Bo        | 24 tháng 9, 1960 (28 tuổi)  |         | Bayi         |
| 3  | HV | Gao Sheng     | 10 tháng 5, 1962 (26 tuổi)  |         | Liaoning     |
| 4  | TV | Guo Yijun     | 23 tháng 9, 1963 (25 tuổi)  |         | Guangdong    |
| 7  | TV | Xie Yuxin     | 12 tháng 12, 1963 (24 tuổi) |         | FC Zwolle    |
| 8  | TĐ | Tang Yaodong  | 17 tháng 2, 1962 (26 tuổi)  |         | Liaoning     |
| 10 | TĐ | Ma Lin        | 28 tháng 7, 1962 (26 tuổi)  |         | Liaoning     |
| 11 | TV | Wu Wenbing    | 13 tháng 11, 1967 (21 tuổi) |         | Guangdong    |
| 12 | TĐ | Wang Baoshan  | 13 tháng 4, 1963 (25 tuổi)  |         | Shaanxi      |
| 13 | TV | Shi Lianzhi   | 3 tháng 6, 1964 (24 tuổi)   |         | Tianjin      |
| 14 | TĐ | Zhai Biao     | 14 tháng 9, 1968 (20 tuổi)  |         | Beijing      |
| 15 | HV | Zhang Xiaowen | 15 tháng 7, 1964 (24 tuổi)  |         | Guangdong    |
| 16 | TĐ | Huang Chong   | 28 tháng 2, 1963 (25 tuổi)  |         | Liaoning     |
| 17 | TV | Mai Chao      | 9 tháng 3, 1964 (24 tuổi)   |         | Guangzhou    |
| 18 | TV | Duan Ju       | 3 tháng 10, 1963 (25 tuổi)  |         | Tianjin      |
| 19 | TV | Dong Liqiang  | 20 tháng 8, 1965 (23 tuổi)  |         | Liaoning     |
| 20 | TM | Zhang Huikang | 22 tháng 7, 1962 (26 tuổi)  |         | Shanghai     |
| 21 | TV | Tu Shengqiao  | 9 tháng 10, 1968 (20 tuổi)  |         | Trung Quốc B |

### Kuwait
Huấn luyện viên:  Miguel Pereira

| Số | VT | Cầu thủ             | Ngày sinh (tuổi)            | Trận | Bàn | Câu lạc bộ     |
| -- | -- | ------------------- | --------------------------- | ---- | --- | -------------- |
| 1  | TM | Samir Said          | 5 tháng 11, 1963 (25 tuổi)  |      |     | Al-Arabi SC    |
| 3  | HV | Mahboub Juma'a      | 17 tháng 9, 1955 (33 tuổi)  |      |     | Al-Salmiya SC  |
| 4  | HV | Jamal Al-Qabendi    | 7 tháng 4, 1959 (29 tuổi)   |      |     | Kazma SC       |
| 2  | HV | Naeem Saad          | 10 tháng 1, 1957 (31 tuổi)  |      |     | Al Tadamun SC  |
| 6  | TV | Wael Sulaiman       | 24 tháng 8, 1964 (24 tuổi)  |      |     | Al Jahra SC    |
| 5  | HV | Waleed Al-Jasem     | 18 tháng 11, 1959 (29 tuổi) |      |     | Kuwait SC      |
| 11 | TĐ | Nasser Al-Ghanim    | 1961 (aged 27)              |      |     | Kazma SC       |
| 16 | TV | Mansour Mohammad    |                             |      |     |                |
| 12 | TV | Abdulaziz Al-Hajeri |                             |      |     | Al-Fahaheel FC |
| 10 | TV | Nawaf Al-Anezi      |                             |      |     |                |
| 9  | TĐ | Salah Al-Hasawi     | 1963 (aged 25)              |      |     | Kuwait SC      |
| 20 | TM | Khaled Al-Shemmari  |                             |      |     | Kazma SC       |
| 13 | TV | Adel Abbas Hussein  |                             |      |     | Kuwait SC      |
| 18 |    | Mubarak Al-Essa     |                             |      |     |                |
| 17 |    | Anbar Maqroun       |                             |      |     |                |
| 15 |    | Tariq Salim         |                             |      |     |                |
| 7  | TĐ | Fahed Marzouq       | 2 tháng 1, 1971 (17 tuổi)   |      |     |                |
| 8  | TĐ | Saleh Al-Refae      |                             |      |     | Kazma SC       |
|    |    | Mansour Basha       |                             |      |     | Al-Arabi SC    |

### Ả Rập Xê Út
Huấn luyện viên:  Carlos Alberto Parreira

| Số | VT | Cầu thủ                  | Ngày sinh (tuổi)            | Trận | Bàn | Câu lạc bộ  |
| -- | -- | ------------------------ | --------------------------- | ---- | --- | ----------- |
| 1  | TM | Abdullah Al-Deayea       | 1 tháng 12, 1961 (27 tuổi)  |      |     | Al-Ta'ee    |
| 2  | HV | Abdullah Al-Dosari       | 1 tháng 11, 1969 (19 tuổi)  |      |     | Ittihad FC  |
| 4  | HV | Ahmad Jamil Madani       | 6 tháng 1, 1970 (18 tuổi)   |      |     | Ittihad FC  |
| 5  | HV | Saleh Nu'eimeh (C)       | 24 tháng 6, 1960 (28 tuổi)  |      |     | Al-Hilal FC |
| 13 | HV | Mohamed Al-Jawad         | 28 tháng 11, 1962 (26 tuổi) |      |     | Al-Ahli SC  |
| 6  | TV | Saleh Al-Mutlaq          | 3 tháng 1, 1966 (22 tuổi)   |      |     | Al Nassr FC |
| 8  | TV | Fahad Al-Bishi           | 9 tháng 10, 1965 (23 tuổi)  |      |     | Al Nassr FC |
| 10 | TV | Fahad Al-Musaibeah       | 4 tháng 4, 1961 (27 tuổi)   |      |     | Al-Hilal FC |
| 15 | TV | Yousuf Al-Thunayan       | 18 tháng 11, 1963 (25 tuổi) |      |     | Al-Hilal FC |
| 17 | TĐ | Saad Mubarak Al-Dosari   | 1965 (aged 23)              |      |     | Al-Hilal FC |
| 9  | TĐ | Majed Abdullah           | 1 tháng 11, 1959 (29 tuổi)  |      |     | Al Nassr FC |
|    | TĐ | Mohamed Al-Suwaiyed      | 1964 (aged 24)              |      |     | Ittihad FC  |
| 11 | TĐ | Mohaisen Al-Jam'an       | 1 tháng 1, 1966 (22 tuổi)   |      |     | Al Nassr FC |
| 7  | TĐ | Yousuf Jazea'a Al-Dosari | 13 tháng 10, 1968 (20 tuổi) |      |     | Al-Hilal FC |
| 22 | TM | Khaled Al-Sabyani        |                             |      |     | Al Nassr FC |
| 3  | HV | Hussein Al-Bishi         | 13 tháng 6, 1961 (27 tuổi)  |      |     | Al-Hilal FC |
| 14 | TV | Khaled Al-Muwallid       | 23 tháng 11, 1971 (17 tuổi) |      |     | Al-Ahli SC  |

### Syria
Huấn luyện viên:  Anatoliy Azarenkov

| Số | VT | Cầu thủ               | Ngày sinh (tuổi)            | Trận | Bàn | Câu lạc bộ    |
| -- | -- | --------------------- | --------------------------- | ---- | --- | ------------- |
| 1  | TM | Ahmad Eid Berakdar    | 1 tháng 5, 1955 (33 tuổi)   |      |     | Al-Karamah SC |
| 2  | HV | Adnan Sabouni         |                             |      |     | Al-Ittihad SC |
| 3  | HV | Ammar Habib           | 25 tháng 10, 1967 (21 tuổi) |      |     | Tishreen SC   |
| 4  | HV | Yousef Hawla          |                             |      |     | Tishreen SC   |
| 7  | TV | Walid Abou El-Sel     | 1963 (aged 25)              |      |     | Al-Jaish SC   |
| 8  | TV | Abdul Kader Kardaghli | 1 tháng 1, 1961 (27 tuổi)   |      |     | Tishreen SC   |
| 9  | TĐ | Nizar Mahrous         | 12 tháng 3, 1963 (25 tuổi)  |      |     | Saham Club    |
| 10 | TĐ | Faisal Ahmad          |                             |      |     |               |
| 13 | HV | Abdullah Saddikah     |                             |      |     |               |
| 14 | TV | Mohammad Jakalan      |                             |      |     |               |
| 15 | TV | George Khouri         | 1962 (aged 26)              |      |     | Al-Jaish SC   |
| 16 | TĐ | Munaf Ramadan         | 19 tháng 10, 1972 (16 tuổi) |      |     | Jableh SC     |
| 17 | HV | Samer Darwish         |                             |      |     | Al-Wahda SC   |
| 18 | TĐ | Walid Al-Nasser       |                             |      |     | Hurriya SC    |
| 19 | HV | Joseph Leyous         |                             |      |     | Hurriya SC    |
| 20 | TV | Radwan Ajam           | 1965 (aged 23)              |      |     | Al-Karamah SC |
| 22 | TM | Malek Shakuhi         | 5 tháng 4, 1960 (28 tuổi)   |      |     | Jableh SC     |